# Carrer de la Diputació
El carrer de la Diputació és un carrer de l'Eixample de Barcelona. Al disseny del Pla Cerdà apareix anomenat amb la lletra M, i rebé la seva denominació actual ja a la proposta inicial de noms pels carrers de l'Eixample feta per Víctor Balaguer l'any 1863. El nom fa referència a la Diputació del General del Principat de Catalunya, institució de govern de Catalunya fins als decrets de Nova Planta. En aquest aspecte segueix la mateixa temàtica que els dos carrers paral·lels immediatament propers: Tant el carrer del Consell de Cent (al nord) com la Gran Via de les Corts Catalanes (al sud) duen els noms de les principals institucions de govern abans dels decrets de Nova Planta.
La numeració del carrer comença en un petit cul de sac que dona al carrer de Tarragona. Aquest també és l'únic tram del carrer situat al districte de Sants-Montjuïc i no a l'Eixample. Després el carrer segueix cap a l'altra banda del carrer de Tarragona fins a la intersecció amb l'avinguda Diagonal. El trànsit circula en una sola calçada de sentit únic cap al sud-oest (Llobregat), és a dir, el contrari de la numeració. Actualment, en tota la seva longitud disposa d'un carril bici de sentit únic.

## Indrets destacats
- Església de Sant Josep Oriol
- Seminari Conciliar de Barcelona
- Edifici Històric de la Universitat de Barcelona (costat posterior i jardins)
- Parc de Joan Miró
- Plaça de braus de la Monumental
- Les Arenes
- Palau del Marquès de Santa Isabel, seu del Departament d'Interior de la Generalitat de Catalunya
- Casa Garriga Nogués, seu del Museu Fundació Francisco Godia
- Edifici de La Unión y El Fénix Español
- Casa Berenguer
- Casa Fabra
- Casa Ibarz Bernat